# Кушум
Кушу́м (каз. Көшім) — село в Байтерекском районе Западно-Казахстанской области Казахстана. Входит в состав Кушумского сельского округа. Находится примерно в 41 км к юго-востоку от села Перемётное. Код КАТО — 274441500.
Село расположено на правом берегу реки Урал (протока Кушум).

## Население
В 1999 году население села составляло 1817 человек (887 мужчин и 930 женщин). По данным переписи 2009 года, в селе проживало 1615 человек (811 мужчин и 804 женщины).

## История
Посёлок Кушумский входил во 2-й Лбищенский военный отдел Уральского казачьего войска.